# Mary (альбом Мэри Джей Блайдж)
Mary — четвертый студийный альбом американской певицы Мэри Джей Блайдж, выпущенный 17 августа 1999 года на MCA Records. Альбом дебютировал под номером два в чарте Billboard 200. За первую неделю было продано 239 000 копий. Он провел в чарте 57 недель. Получил преимущественно положительные отзывы критиков. Он был сертифицирован дважды платиновым Американской ассоциации звукозаписывающих компаний (RIAA). В США продажи альбома составили 2 100 000 копий.

## История
По словам критика Стивена Томаса Эрлевайна, альбом демонстрирует творческий переход Блайдж от urban contemporary к adult contemporary, избегая явных элементов хип-хопа в ее предыдущей работе и более зрелое написание песен. Альбом стал сюрпризом для многих её поклонников и критиков, так как содержал элементы соул-блюза 1970 годов. Так же как и в предыдущем альбоме «Share My World», певица выступила в роли исполнительного продюсера. Над созданием альбома Блайдж сотрудничала с разными артистами, включая Арету Франклин, Лорин Хилл, Jadakiss, Эрика Клэптона, Элтона Джона, K-Ci & JoJo и Джорджа Майкла. Песни «I'm in Love», «As» и «Let No Man Put Asunder» — это кавер-версии песен, первоначально исполненных The Gap Band, Stevie Wonder и First Choice.

## Выпуск и продвижение
Альбом был выпущен в США 17 августа 1999 года и в Великобритании 1 октября 1999 года.
«All That I Can Say», «Deep Inside», «Your Child» и «Give Me You» были рекламными синглами альбома в Соединенных Штатах. Сингл «As» — сотрудничество Блайдж с Джорджем Майклом — был выпущен как главный сингл во всем мире. Три сингла с альбома попали в чарты Billboard Hot 100: «All That I Can Say» под номером 44, «Deep Inside» под номером 51 и «Give Me You» под номером 68. Все четыре сингла попали в чарты Billboard Hot R & B / Hip-Hop Singles & Tracks: «All That I Can Say» под номером шесть, «Deep Inside» под номером девять, «Your Child» под номером 23 и «Give Me» под номером 21.

## Критика

### Коммерческий успех альбома
Альбом дебютировал на втором месте в американском чарте Billboard 200, а продажи за первую неделю составили 239 000 копий в Соединенных Штатах. Он также занял первое место в чарте Billboard Top R & B / Hip-Hop Albums, став четвертым альбомом Блайдж, который возглавившим этот чарт. Mary провела 57 недель в Billboard 200 и 69 недель в Billboard Top R & B / Hip-Hop Albums. В Соединенном Королевстве альбом дебютировал на пятом месте в UK Albums Chart.
18 октября 2000 года альбом был дважды сертифицирован платиновым Американской ассоциации звукозаписывающих компаний (RIAA) и разошелся тиражом в два миллиона экземпляров в Соединенных Штатах. Он также был сертифицирован как серебряный Британской ассоциацией производителей фонограмм за тираж в 60 000 копий в Соединенном Королевстве и сертифицирован как золотой Канадской ассоциацией звукозаписывающих компаний за продажу 40 000 копий в Канаде.
По состоянию на 2009 год Mary был продан тиражом в 2 100 000 копий в США.

### Отзывы
Mary получил преимущественно положительные отзывы критиков. Британский музыкальный журнал Q писал: «Королева Хип-хопа и Соул остается шикарной и непобедимой». Крейг Сеймур из Spin высоко оценил классическую составляющую в альбоме и назвал Mary «эмоционально захватывающим и стилистически разнообразным», написав, что «уверенное блюзовое исполнение, евангельские возгласы и джазовые интонации [Блайдж] составляют основу истории афроамериканской музыки». Писатель и музыкальный критик Chicago Tribune Грег Кот отметил «более органичное ощущение» в этом альбоме, что делает его менее «скучным», по сравнению с её предыдущими альбомами. Энтони Декёртис из Entertainment Weekly похвалил вокальные приукрашивания Блайдж, а так же «роскошные» аранжировки, заявив: «В музыкальном плане Mary по сути задушевная, балладная история, в которой Блайдж попеременно — а иногда одновременно — рассказывает о неверной любви, проповедует евангелие женской силы и решительно цепляется за надежду». The Source похвалил «чистую эмоцию» Блайдж и заявил, что «она осмеливается сломать шаблон души хип-хопа, который она помогла создать, и сделать что-то другое. Что-то такое, в чем нуждаются наши измученные душам». Стив Джонс из USA Today похвалил Блайдж за то, что она «заставляет вас чувствовать, а не просто слышать то, о чем она поет», добавив, что она «продолжает отличаться от своих соратников, выражая широкий спектр эмоций, не становясь при этом плаксивой или раздраженной». Кристофер Джон Фарли из Time писал, что «Mary — несколько непоследовательный альбом в плане песен, но душевный вокал Блайдж спасает более слабый материал».